# Harry Schell
 Henry O'Reilly Schell  va ser un pilot de curses automobilístiques estatunidenc que va arribar a disputar curses de Fórmula 1.
Schell va néixer el 29 de juny del 1921 a París, França. Va morir el 13 de maig del 1960 disputant una cursa al circuit de Silverstone.

## A la F1
Va debutar a la segona cursa de la història de la Fórmula 1 disputada el 21 de maig del 1950, el GP de Mònaco, que formava part del campionat del món de la temporada 1950 de F1, de la que va disputar només dues curses.
Harry Schell va participar en un total de cinquanta-sis curses puntuables pel campionat de la F1, repartides al llarg d'onze temporades a la F1, les que corresponen als anys entre 1950 i 1960.
També va disputar i guanyar nombroses curses no puntuables pel mundial de la F1.

## Resultats a la F1
| Any  | Equip                        | Xassís      | Motor            | 1        | 2        | 3       | 4        | 5       | 6       | 7       | 8       | 9       | 10      | 11    | Posició | Punts |
| ---- | ---------------------------- | ----------- | ---------------- | -------- | -------- | ------- | -------- | ------- | ------- | ------- | ------- | ------- | ------- | ----- | ------- | ----- |
| 1950 | Horschell Racing Corporation | Cooper      | JAP              | GBR      | MON Ret  | 500     |          |         |         |         |         |         |         |       | -       | 0     |
| 1950 | Ecurie Bleue                 | Talbot-Lago | Talbot L6        |          |          |         | SUI 8    | FRA     | BEL     | ITA     |         |         |         |       | -       | 0     |
| 1951 | Enrico Platé                 | Maserati    | Maserati         | SUI 12   | 500      | BEL     | FRA Ret  | GBR     | ALE     | ITA     | ESP     |         |         |       | -       | 0     |
| 1952 | Enrico Platé                 | Maserati    | Platé Straight-4 | SUI Ret  | 500      | BEL     | FRA Ret* | GBR 17  | ALE     | HOL     | ITA     |         |         |       | -       | 0     |
| 1953 | Gordini                      | Gordini     | Gordini          | ARG 7    | 500      | HOL Ret | BEL 7    | FRA Ret | GBR Ret | ALE Ret | SUI     | ITA 9   |         |       | -       | 0     |
| 1954 | Harry Schell                 | Maserati    | Maserati         | ARG 6    | 500      | BEL     | FRA Ret  | GBR 12  | ALE 7   |         |         |         |         |       | -       | 0     |
| 1954 | Harry Schell                 | Maserati    | Maserati         |          |          |         |          |         |         |         |         | ESP Ret |         |       | -       | 0     |
| 1954 | Maserati                     | Maserati    | Maserati         |          |          |         |          |         |         | SUI Ret | ITA     |         |         |       | -       | 0     |
| 1955 | Maserati                     | Maserati    | Maserati         | ARG 6+7* |          |         |          |         |         |         |         |         |         |       | -       | 0     |
| 1955 | Ferrari                      | Ferrari     | Ferrari          |          | MON Ret  | 500     | BEL DNS  | HOL     |         |         |         |         |         |       | -       | 0     |
| 1955 | Vandervell Products Ltd.     | Vanwall     | Vanwall          |          |          |         |          | GBR 9*  | ITA Ret |         |         |         |         |       | -       | 0     |
| 1956 | Vandervell Products Ltd.     | Vanwall     | Vanwall          | ARG      | MON Ret  | 500     | BEL 4    | FRA 10* | GBR Ret |         | ITA Ret |         |         |       | 17th    | 3     |
| 1956 | Scuderia Centro Sud          | Maserati    | Maserati         |          |          |         |          |         |         | ALE Ret |         |         |         |       | 17th    | 3     |
| 1957 | Scuderia Centro Sud          | Maserati    | Maserati         | ARG 4    |          |         |          |         |         |         |         |         |         |       | 7th     | 10    |
| 1957 | Maserati                     | Maserati    | Maserati         |          | MON Ret* | 500     | FRA 5    | GBR Ret | ALE 7   | PES 3   | ITA 5*  |         |         |       | 7th     | 10    |
| 1958 | Joakim Bonnier Racing Team   | Maserati    | Maserati         | ARG 6    |          |         |          |         |         |         |         |         |         |       | 6è      | 14    |
| 1958 | Owen Racing Organisation     | BRM         | BRM              |          | MON 5    | HOL 2   | 500      | BEL 5   | FRA Ret | GBR 5   | ALE Ret | POR 6   | ITA Ret | MAR 5 | 6è      | 14    |
| 1959 | Owen Racing Organisation     | BRM         | BRM              | MON Ret  | 500      | HOL Ret | FRA 7    | GBR 4   | ALE 7   | POR 5   | ITA 7   |         |         |       | 13th    | 5     |
| 1959 | Ecurie Bleue                 | Cooper      | Climax           |          |          |         |          |         |         |         |         | USA Ret |         |       | 13th    | 5     |
| 1960 | Ecurie Bleue                 | Cooper      | Climax           | ARG Ret  | MON      | 500     | HOL      | BEL     | FRA     | GBR     | POR     | ITA     | USA     |       | -       | 0     |

(*) Cotxe compartit.

### Resum
| Curses: | Victòries: | Pòdiums: | Poles: | Voltes ràpides: | Punts: |
| ------- | ---------- | -------- | ------ | --------------- | ------ |
| 56      | 0          | 2        | 0      | 0               | 32     |